# Ninian Crichton-Stuart
Lord Ninian Edward Crichton-Stuart, né le 15 mai 1883 et mort le 2 octobre 1915, est un soldat et homme politique britannique, tué au combat durant la Première Guerre mondiale.

## Biographie
Deuxième fils du linguiste et très riche aristocrate écossais John Crichton-Stuart, 3e marquis de Bute, il naît à Dumfries House, le manoir familial dans le comté de l'Ayrshire. Il est scolarisé à Harrow School, et envisage ensuite une carrière de diplomate : Il se rend à Kiev pour y apprendre le russe. Son père meurt durant son absence ; Ninian Crichton-Stuart revient au Royaume-Uni et entame des études supérieures au collège Christ Church de l'université d'Oxford en 1901. Durant ses études, il intègre les forces de réserve de l'armée. En 1903 il entre dans le régiment Queen's Own Cameron Highlanders de l'Armée britannique, débutant ainsi une carrière militaire. En 1905 il est fait 2d lieutenant dans le régiment des Scots Guards,.

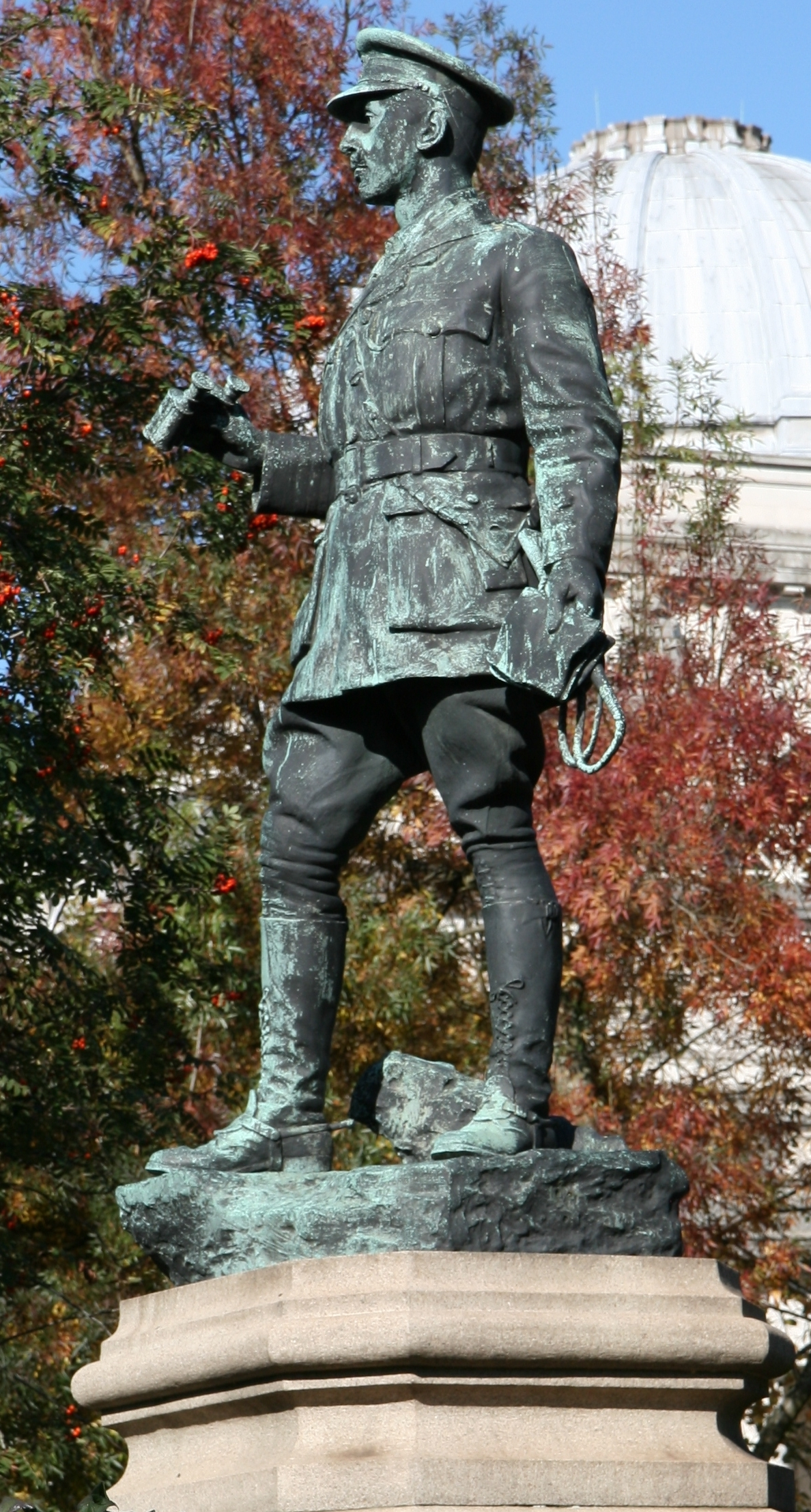
Statue commémorative à Cardiff.

En 1907, après son mariage, il interrompt sa carrière militaire et réintègre l'armée de réserve afin d'entrer en politique. D'abord membre du conseil de comté de Fife, il est candidat malheureux pour le Parti conservateur dans la circonscription de Cardiff aux élections législatives de janvier 1910 (battu par le candidat libéral), et son fils meurt peu après à l'âge de 2 ans. Il remporte ensuite ce siège de Cardiff aux élections anticipées en décembre de cette même année. Il soutient financièrement la construction d'un stade pour le Cardiff City Football Club, qui en reconnaissance nomme ce stade Ninian Park. À la Chambre des communes, il dénonce les conditions de travail pénibles et le peu de droits qu'ont les ouvriers, dont les enfants dans le workhouse de Kilmallock en Irlande,,.
En mars 1911 il est fait lieutenant-colonel dans le 6e bataillon du régiment d'infanterie Welch Regiment. Il devient commandant de ce bataillon l'année suivante. Lorsque débute la Première Guerre mondiale, il se porte volontaire, et le bataillon est déployé au front au sein du Corps expéditionnaire britannique en octobre 1914. La nuit du 1er au 2 octobre 1915, « après seize heures sur la route et deux jours sans sommeil », le bataillon prend part à un assaut de nuit sur les positions allemandes près de La Bassée, durant la bataille de Loos. Le lieutenant-colonel et ses hommes parviennent brièvement à occuper des tranchées ennemies, avant de devoir se replier. Durant ce repli, Ninian Crichton-Stuart est atteint d'une balle à la tête par un sniper, et meurt sur le coup. La plupart des hommes du bataillon ne survivent pas non plus à la guerre : Des huit-cent-quarante-deux membres initiaux, seuls trente sont encore en vie à la fin du conflit,.
Il est inhumé dans le cimetière de la ville de Béthune. En 1919, une statue lui est érigée à Cardiff, financée par des dons du public. Il est par ailleurs l'un des quarante-trois parlementaires britanniques morts durant la Guerre et commémorés par un mémorial à Westminster Hall, dans l'enceinte du palais de Westminster où siège le Parlement.